# 中央军委科学技术委员会综合局
中央军委科学技术委员会综合局，位于北京市，是中央军委科学技术委员会下属局，负责该局日常办事工作。

## 沿革
在深化国防和军队改革中，2016年1月组建中央军事委员会科学技术委员会。中央军事委员会科学技术委员会新设中央军委科学技术委员会综合局，负责该局日常办事工作。

## 历任局长
| 中央军委科学技术委员会综合局局长 | 中央军委科学技术委员会综合局副局长 |